# Capriglia (Pellezzano)

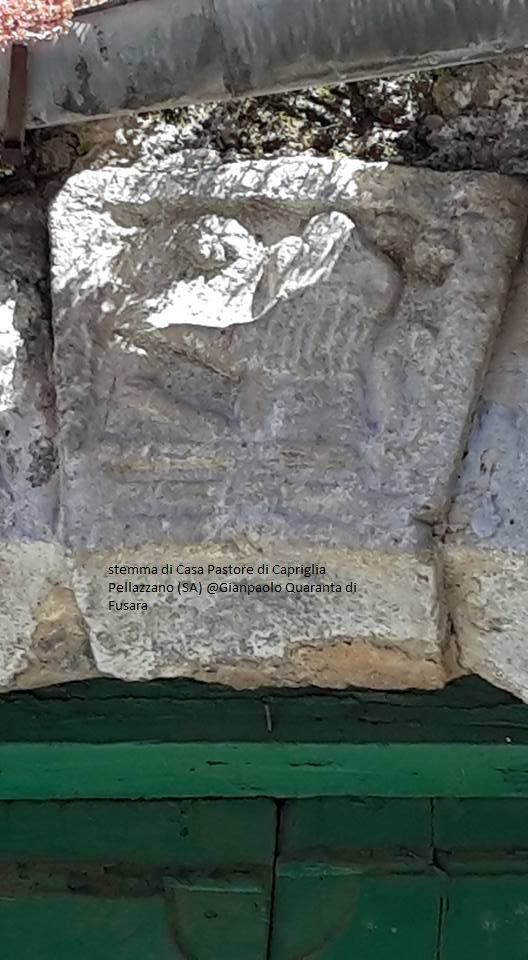
Stemma di Casa Pastore del Pennino di Capriglia SA (XVII Sec.)

Capriglia è una frazione del comune di Pellezzano, in provincia di Salerno. 

## Geografia fisica
Si trova sotto il monte Diecimare, nella valle del fiume Irno, a 295 m s.l.m. L'abitato confina con Saragnano e Capo Saragnano, frazioni di Baronissi, e dista circa 2 km dal paese di Acquamela, al quale è collegata dalla strada provinciale che passa per Baronissi e da una strada diretta che parte dal rione Pendino. Proprio nel rione Pendino è stato costruito un Palazzetto dello sport, inaugurato il 29 settembre 2007.
Dal centro del paese si raggiunge Pellezzano dopo 2 km e attraversando Coperchia, Capezzano e Fratte si arriva a Salerno, che dista 8 km.

## Tradizioni e cultura
Capriglia è il paese natio di Maddalena Rosa Notari (Serva di Dio Maria Pia Della Croce) fondatrice delle Suore Crocifisse Adoratrici dell'Eucaristia.
Di grande interesse è la chiesa parrocchiale dedicata alla Madonna delle Grazie. Al suo interno si possono ammirare affreschi di autori locali, tele di scuola napoletana, il simulacro della
Santissima Vergine delle Grazie posto sull'altare maggiore della chiesa ed una tavola del primo Cinquecento, raffigurante la Beata Vergine delle Grazie, pregiatissima opera di Andrea Sabatini detto Andrea da Salerno, appartenente alla scuola di Raffaello. Il campanile della chiesa alto ben 47 metri è di scuola vanvitelliana, molto simile a quello della basilica di Loreto, opera dell'architetto italo-olandese.

Si può ammirare inoltre la piccola cappella della Pietà, i resti della cappella della Madonna di Visita poveri e i resti di un antico convento sul monte Spirito Santo.
L'eremo dello Spirito Santo, costruzione forse medievale, si trova su una collina fra Capriglia e Pellezzano. Era il convento degli Agostiniani di Collereto. Certa è la data in cui il convento fu abbandonato dai religiosi: 6 maggio 1653. Si suppone che in seguito la struttura sia stata covo di briganti e contrabbandieri nel periodo dei moti rivoluzionari e carbonari. Oggi è stato totalmente restaurato ad opera del comune ed è sede museale. Vi si tengono mostre, convegni e concerti. Inoltre ospita una sede distaccata dell'Accademia Lirica Internazionale Katia Ricciarelli
La domenica successiva al 2 luglio, giorno della festa liturgica di Maria Santissima delle Grazie, il simulacro della Madonna viene portato in solenne processione per le vie del paese, con la partecipazione delle associazioni religiose del paese: "Azione cattolica", "Figlie di Maria" ed "Apostolato del Sacro Cuore", di moltissimi fedeli provenienti anche dalle zone circostanti e delle autorità locali. Tale è la venerazione per la Madonna delle Grazie che ancora oggi donne e ragazze compiono l'intera processione (che dura circa 4 ore) a piedi nudi in segno di devozione, per voto o per grazia ricevuta.
Nei giorni della festa in onore della Madonna delle Grazie si svolgono la sagra della sfiziosella (una pizza speciale cotta in forno a legna) e la sagra della paiocca (pasta con zucca, scamorza affumicata e salsiccia).
A fine settembre si svolgono le sagre del cuoppo (cartoccio a cono colmo di fritti tradizionali) e del panuozzo (una sorta di pizza cotta al forno a legna e farcita in vari modi), leccornie tipiche della zona.
Opera sul territorio il Circolo culturale Madre Maria Pia Notari, sorto in memoria della Fondatrice delle suore Adoratrici dell'Eucaristia. Il Circolo, con l'appoggio del Comitato Festa, promuove il Gran Gala' dei dilettanti, che si svolge durante il periodo dei festeggiamenti in onore della Santa Patrona e la pesca di beneficenza durante le Festività Pasquali, il cui ricavato è destinato al sostegno a distanza di bambini delle Filippine. Nel passato ha promosso la messa in scena di commedie della tradizione napoletana e ha organizzato fino al Natale 2006 e per i tre anni precedenti Il presepe Vivente, che si snodava per i vicoli del paese proponendo pane appena sfornato e zeppole; ultima novità un giornalino mensile Circolando...Circolando la cui prima uscita è avvenuta nel dicembre del 2007.

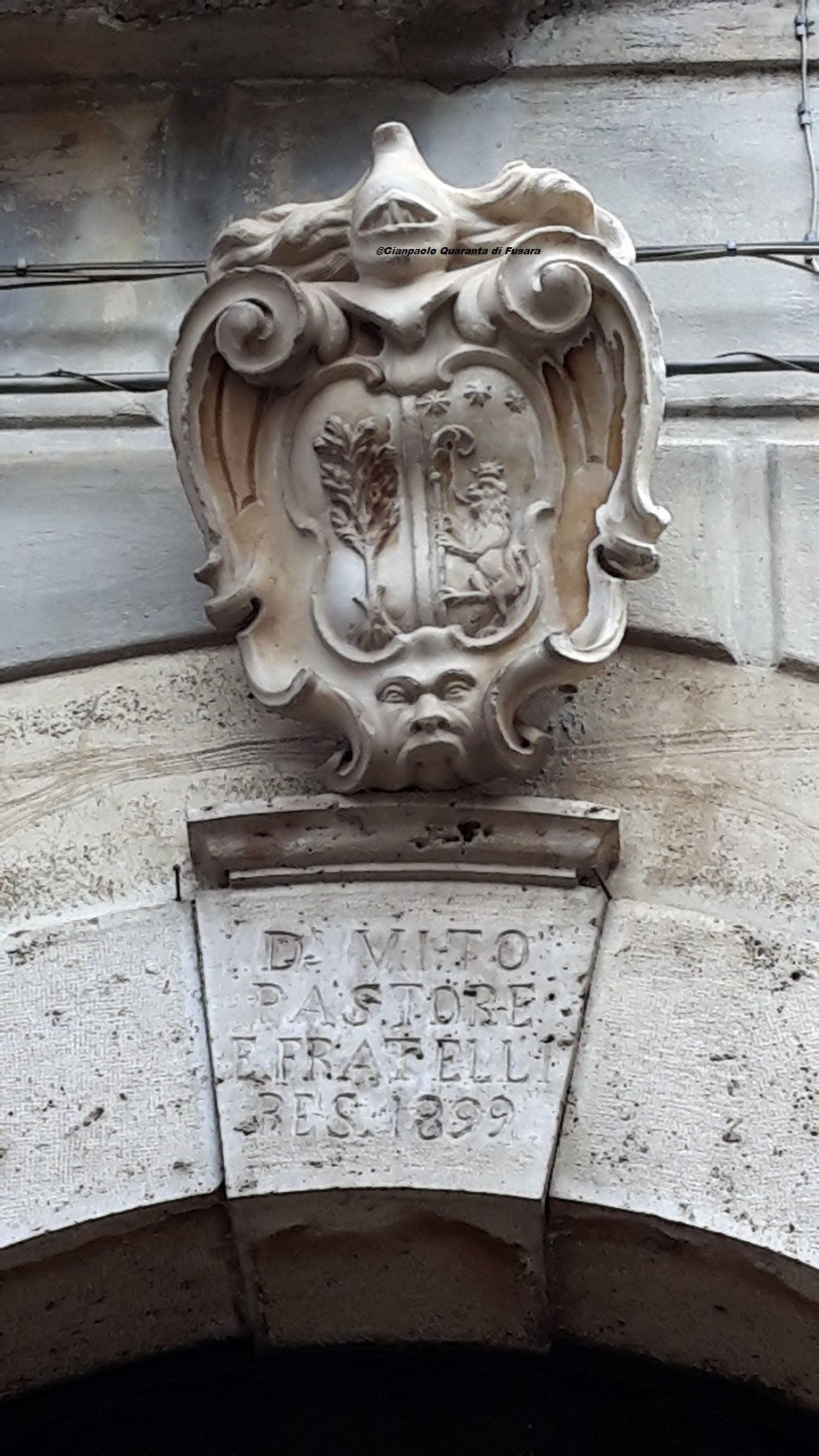
stemma della famiglia Pastore di Capriglia (Palazzo Pastore a Sicignano degli Alburni)

Capriglia ha ospitato numerose famiglie dedite all'arte della lavorazione della lana e della pastorizia, che nel corso dei secoli hanno reso possibile lo sviluppo di una vera e propria zona proto industriale, arricchendosi enormemente e sviluppando un florido contesto socio economico.
Tra le famiglie  storiche di Capriglia si citano i Pastore, con vaste proprietà terriere nella zona del Pennino e di Casignano, un ramo di questa famiglia emigrata a Napoli successivamente ritornata al paese originario edificò una sontuosa Villa, In virtù del loro rango, i Pastore ospitarono più volte i Re d'Italia in questa Villa. che gli ultimi  discendenti fecero dono alle Suore Crocifisse Adoratrici dell'Eucaristia. 
I de Notariis (Notari)  a cui appartenne la beata  Maddalena Rosa Notari nata a Capriglia (Salerno) il 12 dicembre 1847.
I Fumo (a cui appartenne il famoso scultore Nicolò Fumo)
I Murino, Forte, Fiore, i Conti Galdo del Galdo (Galdi), i Barbarulo e altre.

## Infrastrutture e trasporti
Capriglia è collegata a Salerno e Baronissi tramite autobus della compagnia Busitalia Campania, con la linea 22.